# Бисінка
Бисінка (пол. Bysinka) — гірська річка в Польщі, у Мисленицькому повіті Малопольського воєводства. Ліва притока Раби, (басейн Балтійського моря).

## Опис
Довжина річки приблизно 7,56 км, найкоротша відстань між витоком і гирлом — 6,75  км, коефіцієнт звивистості річки — 1,12 . Формується багатьма безіменними струмками.

## Розташування
Бере початок на північно-західних схилах гори Шуляхова (617 м) на південно-західній околиці села Бисіна. Тече переважно на північний схід у і місті Мисленіце впадає у річку Рабу, праву притоку Вісли.